# Siddinghäuser Mühle
Die Siddinghäuser Mühle liegt in der Ortschaft Siddinghausen der Stadt Büren im Kreis Paderborn im Osten Nordrhein-Westfalens. Die Mühle wird durch das Wasser des Flusses Alme angetrieben. Heute wird mit Hilfe der Wasserkraft Strom gewonnen.

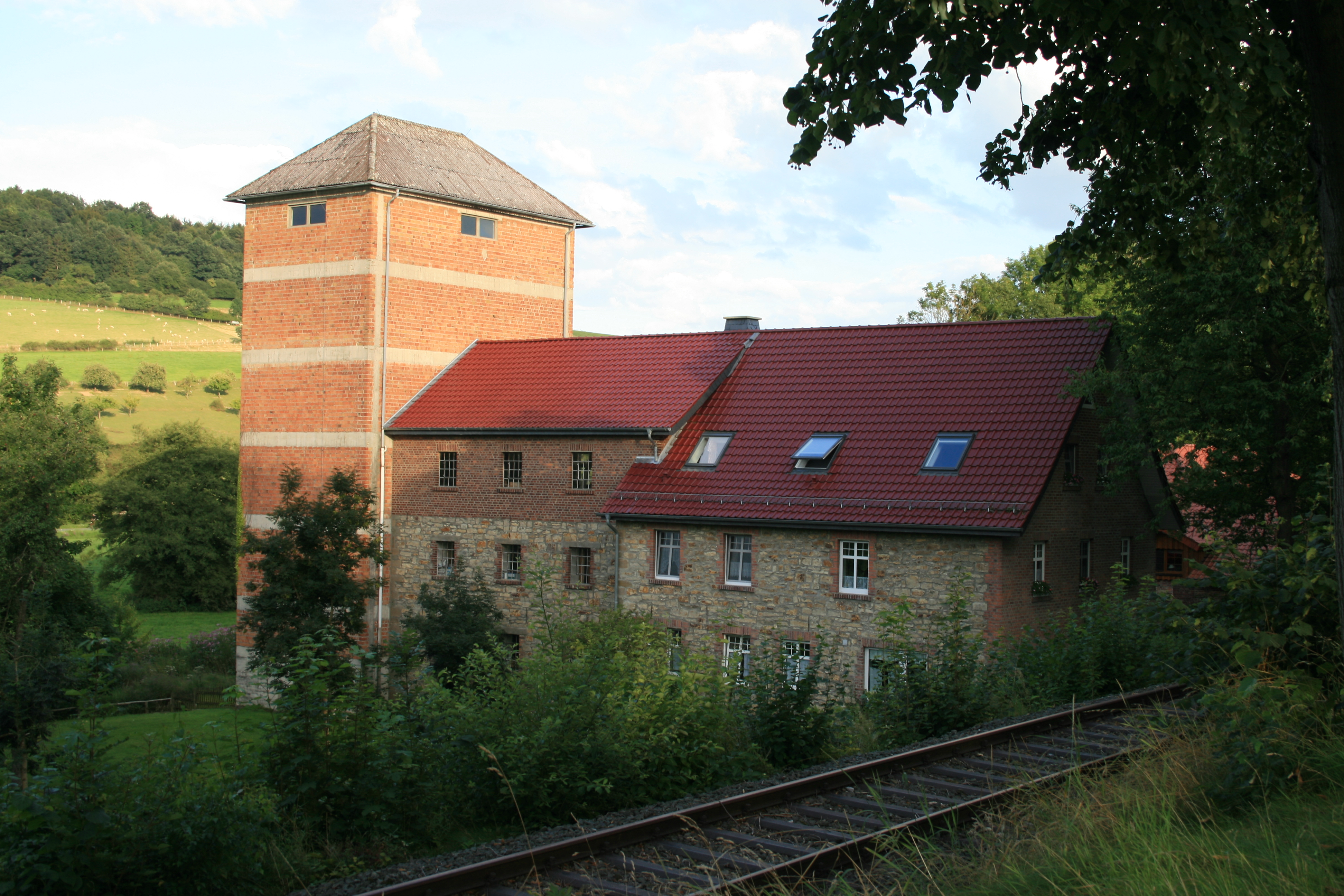
Siddinghäuser Mühle

## Geschichte
Die Mühle wurde im Jahre 1812 als Getreide-Mühle erbaut. Aufgrund des Mahlzwangs mussten die Siddinghäuser das Getreide vor dem Bau der Mühle in Siddinghausen zur Mühle ihres Grundherren, der Mittelmühle in Büren, bringen und dort mahlen lassen. In den Jahren bis zur Betriebsaufgabe wurde die Mühle immer wieder baulich verändert. Das Mühlrad wurde in dieser Zeit durch eine Turbine abgelöst. In den 1960er-Jahren wurde sie umfangreich modernisiert. Im Jahr 1976 wurde der Mahlbetrieb eingestellt.